# Drotrekogina alfa
Drotrekogina alfa (ang. drotrecogin alfa) – lek wykazujący działanie przeciwzakrzepowe i przeciwzapalne. Lek ma postać aktywowanego białka C wytwarzanego metodami inżynierii genetycznej w hodowli komórek ludzkich. Białko to bierze udział w procesach krzepnięcia krwi i reakcji zapalnej.

## Wskazania
- ciężka sepsa z niewydolnością wielonarządową u osób dorosłych[1]

## Przeciwwskazania
- nadwrażliwość na lek
- wrodzona skaza krwotoczna
- czynne krwawienie wewnętrzne
- zwiększone ryzyko wystąpienia krwawienia
- zaburzenia krzepnięcia krwi (niezwiązane z sepsą)
- nowotwór
- guz mózgu
- przewlekła ciężka choroba wątroby
- mała liczba płytek krwi
- ciężki uraz głowy wymagający hospitalizacji
- zabieg w obrębie kręgosłupa
- udar krwotoczny mózgu w ciągu ostatnich 3 miesięcy
- krwawienie z przewodu pokarmowego w ciągu ostatnich 6 tygodni

## Działania niepożądane
- ciężkie krwawienia
- skórne reakcje alergiczne
- ból głowy
- ból w miejscu podawania leku

## Preparaty
- Xigris – proszek do sporządzania roztworu do infuzji 0,005 g, 0,02 g

## Dawkowanie
Zwykle 24 μg na kilogram masy ciała na godzinę we wlewie dożylnym. Leczenie należy rozpocząć do 24 godzin od wystąpienia sepsy i powinno trwać 96 godzin.